# Earl Grey
Earl Grey te er en sort te, der er tilsat aromatisk olie udvundet fra bergamotappelsin.
Traditionelt har betegnelsen Earl Grey været brugt om sort te produceret af Twinings, men i dag anvendes betegnelsen også om grøn og hvid te med smag af bergamot fra en række forskellige producenter. 
Earl Grey er den mest populære te i den vestlige verden.

## Historie
Teen har fået sit navn efter Charles Grey (1764 - 1845), den anden jarl af Grey, der var premierminister i Storbritannien i 1830'erne. En anekdote fortæller, at den specielle te blev givet som gave af en taknemmelig kineser, hvis søn blev reddet fra drukning af en af Greys mænd. Den første te var en blanding af fermenteret te fra Indien og Ceylon. Eftersom grøn te er langt mere udbredt end sort te i Kina, er det næppe sandsynligt, at en taknemmelighedsgave skulle baseres på sort te. Desuden var Charles Grey aldrig i Kina. En anden version af anekdoten siger, at teen kom som gave fra en indisk raja, der blev reddet fra en tiger af en af Greys tjenere.
Uanset forhistorien blev den specielle te så populær blandt premiersministerens tegæster, at han gav en prøve til sin tehandler, Twinings, og bad om at de fremstillede en tilsvarende blanding. Senere blev teen med den nye smag gjort tilgængelig for andre kunder. Twinings Earl Grey er en blanding af kinesisk te, indisk darjeeling, ceylon-te samt lidt Lapsang souchong, en stærk, røgpræget, sort te. Selv om den ofte serveres uden mælk, foretrækker mange at drikke Earl Grey tilsat lidt mælk.
Et andet tehus, Jacksons of Piccadilly, gør krav på at have blandet den første Earl Grey-te efter at Lord Grey gav opskriften til Robert Jacksons partner, George Charlton, i 1830. Deres te har været i kontinuerlig produktion siden og opskriften er fortsat i deres besiddelse. Jacksons te er baseret på kinesisk te. Uenigheden mellem de to virksomheder pågår stadig, selv om de i dag har samme ejer.
I dag tilbydes forskellige varianter af Earl Grey-te, som Lady Grey og Earl Red. Medlemmer af Greyfamilien har gennem årene valgt at samarbejde med andre tehuse, og det findes også en Earl Grey-variant fra Lipton.

## Eksterne links
- Wikimedia Commons har flere filer relateret til Earl Grey
- Foods of England Arkiveret 20. januar 2013 hos  Wayback Machine
- Twinnings website om Earl Grey te Arkiveret 19. december 2014 hos  Wayback Machine